# Resolució 2332 del Consell de Seguretat de les Nacions Unides
La Resolució 2332 del Consell de Seguretat de les Nacions Unides fou adoptada per unanimitat el 21 de desembre de 2016. El Consell va ampliar l'autorització a les organitzacions humanitàries per viatjar a Síria a través de certs passos fronterers per proporcionar ajuda humanitària a la població.

## Contingut
El Consell va assenyalar que la violència a Síria s'havia desfermat, i ara hi havia 250.000 morts i 4,8 milions de refugiats. 13,5 milions de persones necessitaven assistència mèdica, d'elles 6,3 milions de persones desplaçades i 3,9 milions en llocs de difícil accés. Centenars de milers d'aquest últim grup han quedat atrapades en territori assetjat. 3 milions de persones van rebre ajuda alimentària i 2,5 milions de persones van rebre aigua i sanejament.
Les resolucions anteriors per pal·liar el patiment de la població siriana pràcticament no eren implementades. Les zones poblades eren assetjades i bombardejades amb artilleria, morters, bombes de barril, cotxes-bomba i atacs aeris. La fam contra la població s'utilitzava com a tàctica de guerra i s'utilitzava tota mena de violència contra la població. Els combois d'ajuda també eren rebutjats o atacats i saquejats, i els voluntaris treballaven en circumstàncies molt difícils. Totes les parts i el govern sirià, en particular, havien de complir les seves obligacions en virtut del dret internacional humanitari.
El 2016 aproximadament el 16% del territori controlat per l'Estat islàmic a Síria i l'Iraq va ser reconquerit per l'exèrcit i els rebels. A les zones que encara controlaven, la situació humanitària era deficient, i centenars de milers de persones estaven sense llar.
El consentiment donat a les organitzacions d'ajuda mitjançant la Resolució 2165 per travessar les àrees frontereres de Síria a través de quatre passos fronterers per tal de portar ajuda humanitària a la població es va ampliar fins al 10 de gener de 2018.